# ابتسو، هوکایدو
ابتسو در استان هوکایدو در کشور ژاپن واقع شده است که دارای جمعیت ۱۲۳٬۶۷۱ نفر و مساحت ۱۸۷٫۵۷ کیلومتر مربع با تراکم جمعیت ۶۵۹ نفر در کیلومترمربع است و در تاریخ ۱ ژوئیه ۱۹۵۴ به عنوان شهر شناخته شد.این شهر در سال ۱۸۷۱توسط مردم ژاپنی که از منطقه میاگی آمده بودند و در آنجا سکنی گزیدند بنا نهاده شد.در سال ۱۸۷۸ مخالفان حکومتی پس از آنکه هوکایدو به ژاپن ملحق شد به آنجا سرازیر شدند.نام ابتسو الهام گرفته شده از رودخانه ای به همین نام است که در شهر جریان دارد.